# Autobahnknoten Szczecin-Klucz
Der Autobahnknoten Szczecin-Klucz liegt südlich der polnischen Stadt Stettin in der Woiwodschaft Westpommern. Er verbindet die polnische Autobahn A6 und die Schnellstraße S3 miteinander.

## Geschichte
Durch den Neubau der Schnellstraße S3 von Świnoujście (Swinemünde) nach Lubawka (Liebau in Schlesien) war ein neuer Autobahnknoten an der Autobahn A6 notwendig, der den gemeinsamen Straßenabschnitt der Autobahn A6 und Schnellstraße S3 östlich von Stettin teilt und die Schnellstraße S3 nach Süden führt. Im Jahr 2005 entschied man sich für den Standort südlich der Ortschaft Klucz (Klütz) des Stettiner Stadtkreises. Am 18. Februar 2008 war der Baubeginn des ersten rund 28 km langen Bauabschnitts zwischen der Autobahn A6 und Pyrzyce (Pyritz) und somit auch des Autobahnknotens. Nach 2 Jahren wurden am 17. Februar 2010 die Bauarbeiten fertiggestellt und im Mai desselben Jahres die Straße dem Verkehr freigegeben. Die Kosten des ersten Abschnittes beliefen sich auf 686 Mio. Złoty (153,7 Mio. Euro).

## Aktueller Stand
Folgende Richtungen stehen zur Auswahl:
- Autobahn A6/Schnellstraße S3 in nordöstliche Richtung nach Świnoujście und die östlichen Stadtteile Stettins
- Schnellstraße S3 in südliche Richtung nach Gorzów Wielkopolski
- Autobahn A6 in westlicher Richtung bis zur Grenze mit Deutschland und die westlichen Stadtteile Stettins